# Sjöpolisen i Göteborg

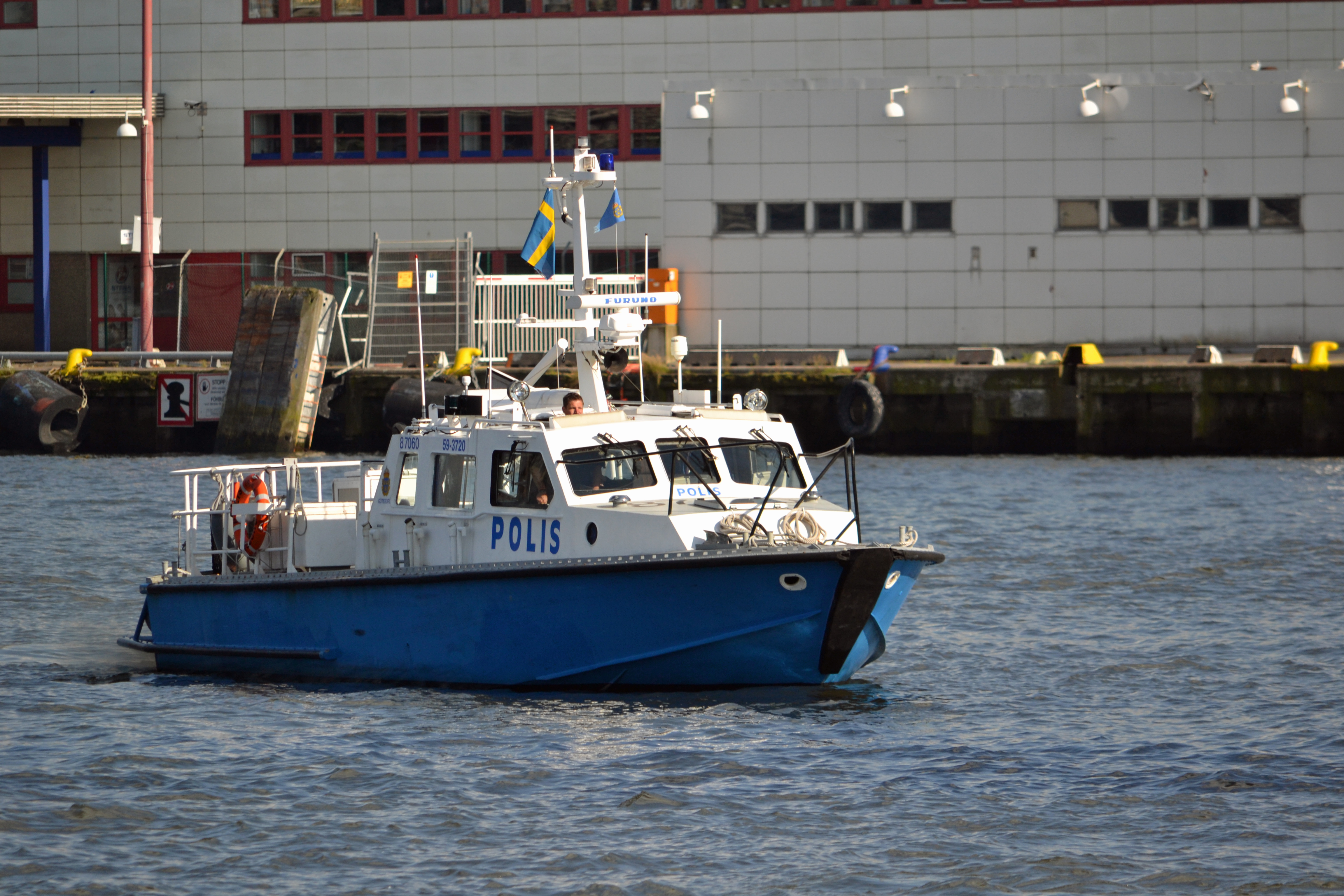
Tidigare polisbåt 87060, 59-3720 vid Masthuggskajen i Göteborg, 2012

Sjöpolisen i Göteborg är en av de två sjöpolisenheter som finns i Sverige. Den ligger under Polisregion Väst. Den har sin bas på Hästeviksgatan i Tånguddens hamn och förfogar över tre polisbåtar.

## Polisbåtar
Sjöpolisen i Göteborg förfogar över tre polisbåtar:
- Polisbåt 59-3720, systerbåt till polisbåtarna 59-3730 och 39-9910
- 59-3730 Tryggve, en 14,95 meter lång båt, som levererades 2018 av Swede Ship Marine i Djupvik på Orust och är en systerbåt till Polisbåt 39-9910 vid Sjöpolisen i Stockholm
- 59-3740 Victor, en 10,6 meter lång båt i aluminium , som levererades 2018 av Vector Proboat AB i Vallentuna.

## Tidigare båtar
- Polisbåt 59-3720 Skerfen.[1] Polisbåt 39-9980 tidigare i drift i Stockholm, har varit utlånad till Göteborg.[2][3]

## Bildgalleri

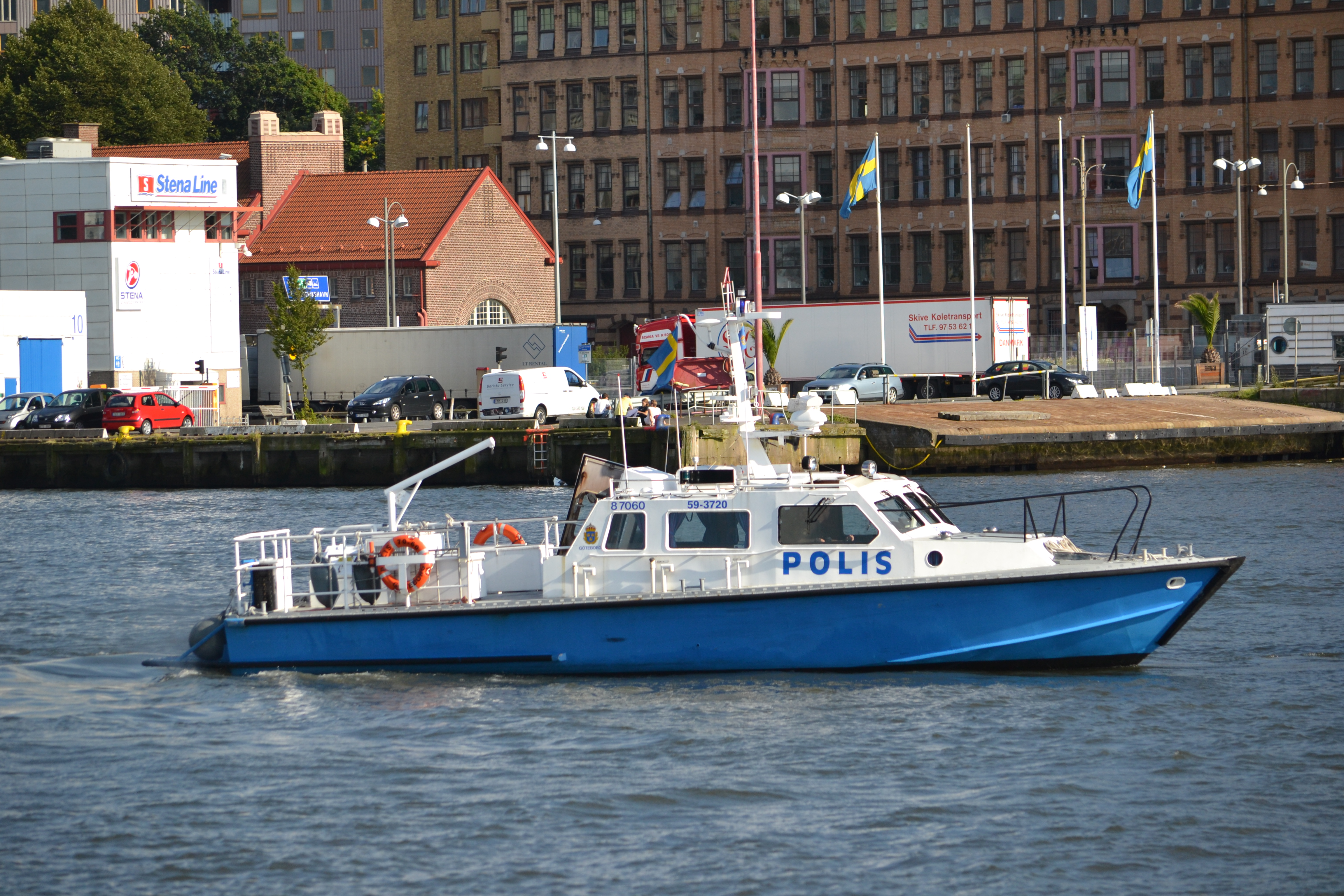
Polisbåt 59-5920 Skerfen vid Masthuggskajen i Göteborg, 2012
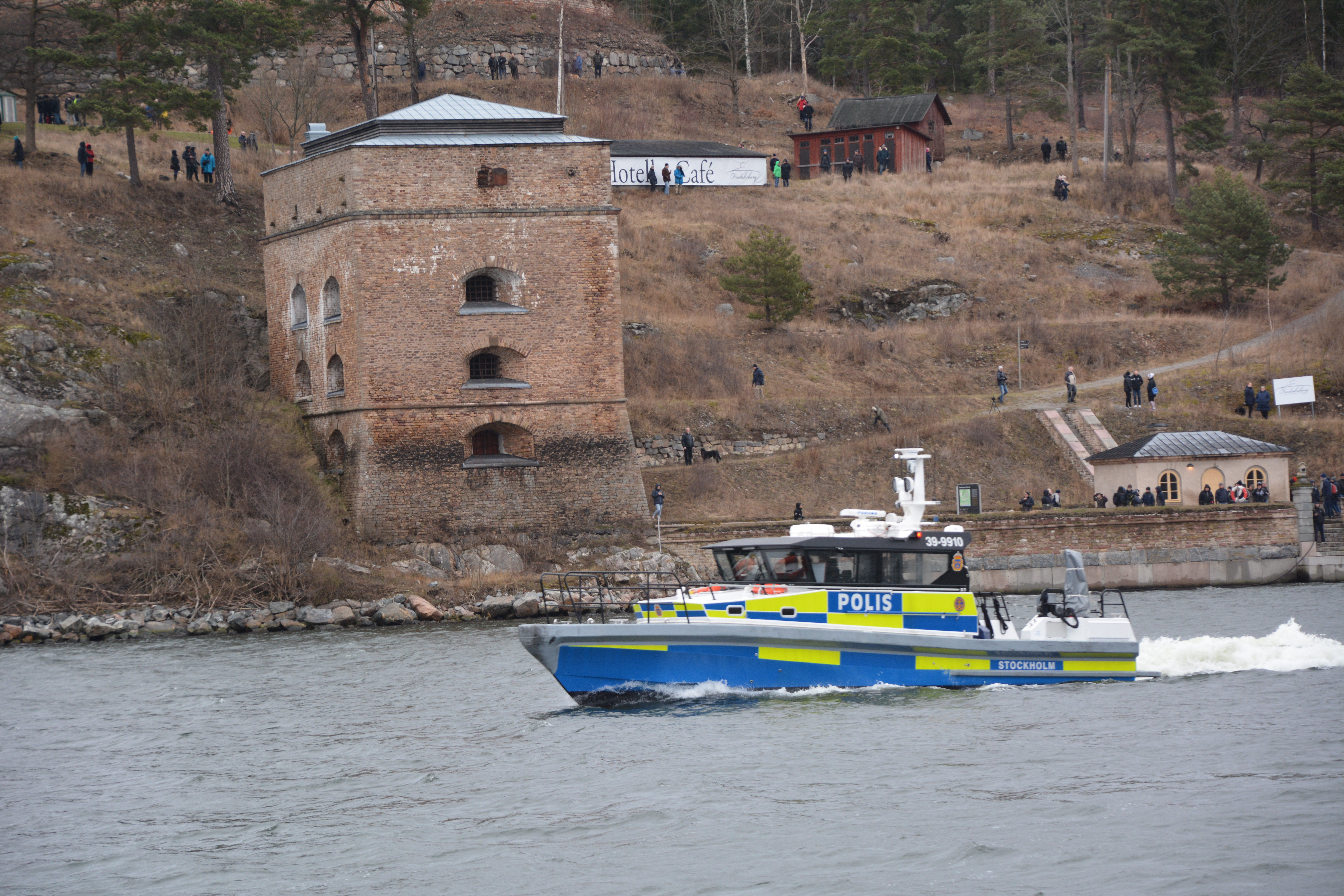
Polisbåt 39-9910 från Sjöpolisen i Stockholm, systerbåt till Polisbåt 59-3730 Tryggve vid Sjöpolisen i Göteborg